# Андрей Палеолог (Мехмед паша)
Андрей Палеолог (на гръцки: Άνδρέας Παλαιολόγος), известен като Мехмед паша, е османски сановник от XVI век, който е последният легитимен мъжки представител на рода на Палеолозите, управлявали Византийската империя в продължение на два века преди унищожението ѝ от османските турци през 1453 г. Андрей Палеолог е бил син на Мануил Палеолог, който е племенник на последния византийски император Константин XI Палеолог.

## Произход
Андрей Палеолог е роден в Цариград (Константинопол), някъде след 1476 г. Баща му Мануил Палеолог е по-малкият син на морейския деспот Тома Палеолог, който от своя страна е брат на последния византийския император Константин XI Палеолог. До 1476 г. бащата на Андрей живее в Рим, но след редица пътувания из Европия заради постоянните си финансови затруднения в крайна сметка пристига в Константинтонопол, където султан Мехмед II го приел, отпуснал му издръжка, предоставил му дом и две наложници и го настанил на служба в османския флот. В Константинопол Мануил Палеолог запазил християнската си вяра до края на живота си, освен това от двете си наложници, според други – от своя законна съпруга, той се сдобил с двама сина – Йоан и Андрей, който вероятно е бил кръстен на чичо си Андрей Палеолог. Докато баща му и брат му Йоан умират като християни, по някое време Андрей Палеолог приел исляма и името Мехмед, както съобщава английският историк Стивън Рънсиман, и постъпил на служба в двора на султана, където е споменаван като Мехмед паша. Последното сведение за Андрей Палеолог се отнася към времето на управлението на султан Сюлейман I (1524 – 1566). Няма информация той или брат му да са имали деца.
Въпреки че през XVI век, а и по-късно, се споменават и други благородници, носещи фамилното име на Палеолозите, включително и представителите на едно семейство в Пизаро, Италия, които твърдели, че произхождат от византийския императорски род, техните роднински връзки с Палеолозите не могат да бъдат доказани документално. Ако се вземат предвид само онези представители на Палеологовия род от мъжки пол, чийто произход по бащина линия е бил документално потвърден, то смъртта на Андрей Палеолог някъде през XVI век се приема като поставила окончателния край на историята на последната византийска императорска фамилия.

## Цитирана литература
- ((en)) Harris, Jonathan (1995). A worthless prince? Andreas Palaeologus in Rome, 1465-1502. – Orientalia Christiana Periodica, 61,  537–554, https://www.academia.edu/9864507
- ((en)) Harris, Jonathan (2013). Despots, Emperors, and Balkan Identity in Exile. – The Sixteenth Century Journal, 44(3),  643–661, JSTOR 24244808, http://jstor.org/stable/24244808
- Harris, Jonathan (2010). The End of Byzantium. New Haven: Yale University Press, ISBN 978-0300117868, JSTOR j.ctt1npm19, http://jstor.org/stable/j.ctt1npm19
- Miller, William (1908). The Latins in the Levant: A History of Frankish Greece (1204–1556). E. P Dutton and Company, OCLC 1106830090, https://archive.org/details/latinsinlevanta00millgoog
- Nicol, Donald M. (1992). The Immortal Emperor: The Life and Legend of Constantine Palaiologos, Last Emperor of the Romans. Cambridge: Cambridge University Press, ISBN 978-0511583698
- Runciman, Steven (1969). The Fall of Constantinople 1453. Cambridge: Cambridge University Press, ISBN 978-0521398329
- Runciman, Steven (2009). Lost Capital of Byzantium: The History of Mistra and the Peloponnese. New York: Tauris Parke Paperbacks, ISBN 978-1845118952

|  | Тази страница частично или изцяло представлява превод на страницата Andreas Palaiologos (son of Manuel) в Уикипедия на английски. Оригиналният текст, както и този превод, са защитени от Лиценза „Криейтив Комънс – Признание – Споделяне на споделеното“, а за съдържание, създадено преди юни 2009 година – от Лиценза за свободна документация на ГНУ. Прегледайте историята на редакциите на оригиналната страница, както и на преводната страница, за да видите списъка на съавторите. ВАЖНО: Този шаблон се отнася единствено до авторските права върху съдържанието на статията. Добавянето му не отменя изискването да се посочват конкретни източници на твърденията, които да бъдат благонадеждни. |